# 瑞士軍事
瑞士軍（德語：Schweizer Armee）是瑞士的國家武裝部隊。性质介於民兵與正規軍之間，隶属于瑞士的国家民兵体系，只有一小部分人员为职业军人，绝大多数都是征召入伍的义务兵。一般国家的国防部职责由瑞士联邦国防、民防和体育部担任，首長是瑞士聯邦委員會的一位委員。瑞士作为传统中立国家，不参加外国战争，但是会参与国际维和任务，同时也是北约下属和平伙伴关系计划的成员国。

## 陸軍

### 基本作戰單位
常備部隊兵力13萬4千人(戰時經48小時動員後可達20萬人)。
- 3個野戰軍軍部；
- 1個山地軍軍部
- 6個野戰師
- 3個山地步兵師
- 4個國土防禦師
- 5個坦克旅
- 3個要塞旅
- 2個國土防禦旅
- 2個通信旅。

### 主要裝備

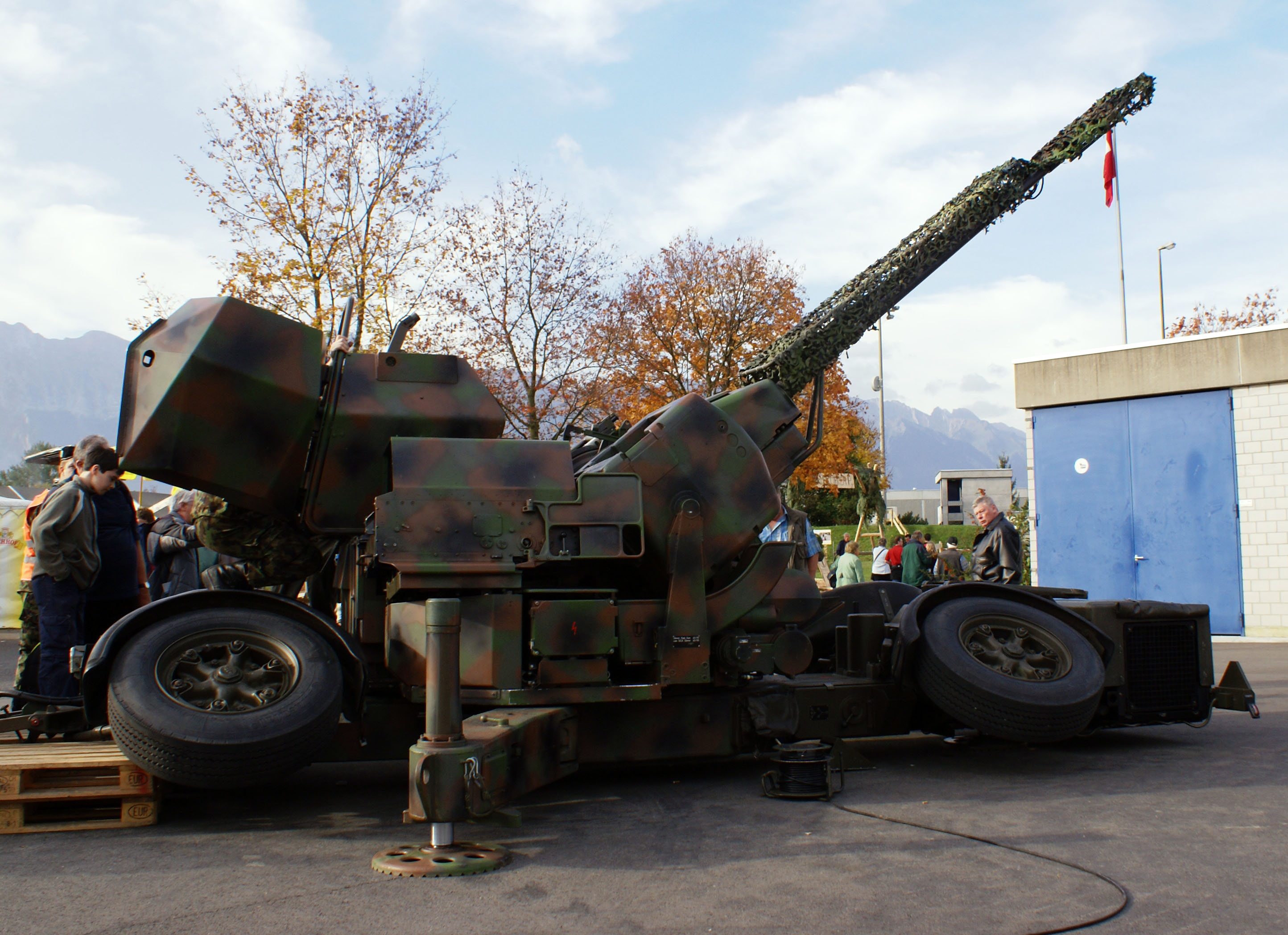
35mm Flab Kan 火砲

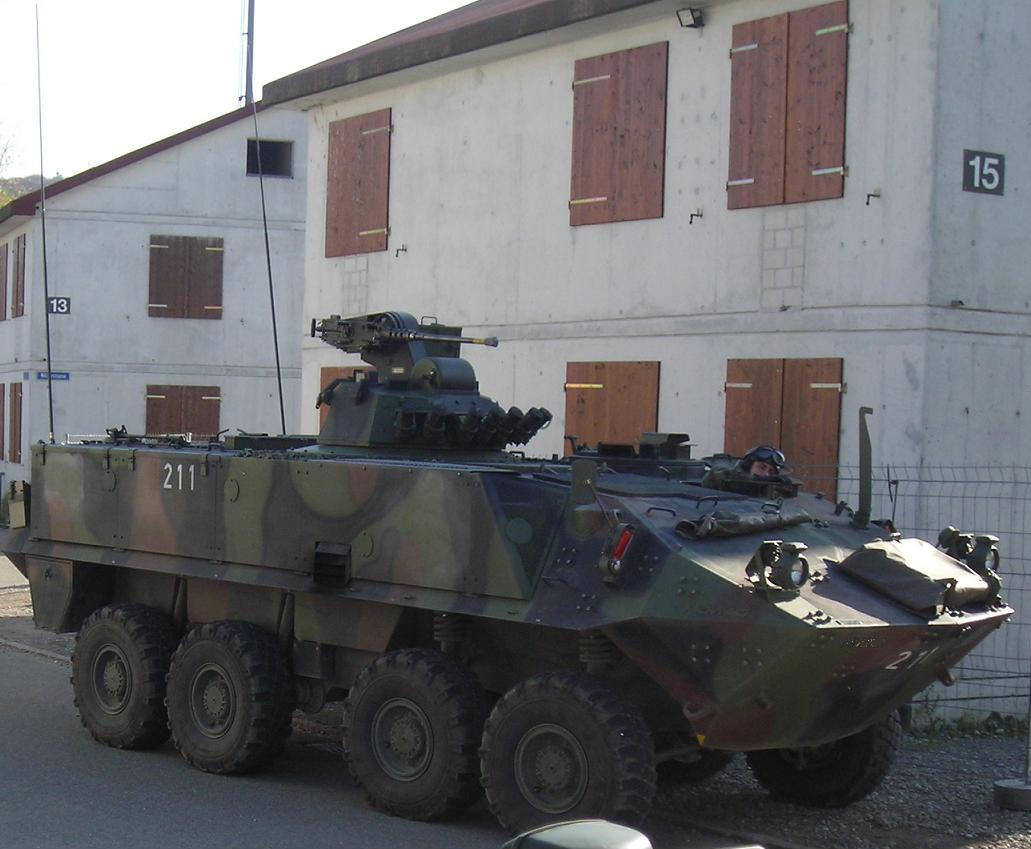
93式裝甲車

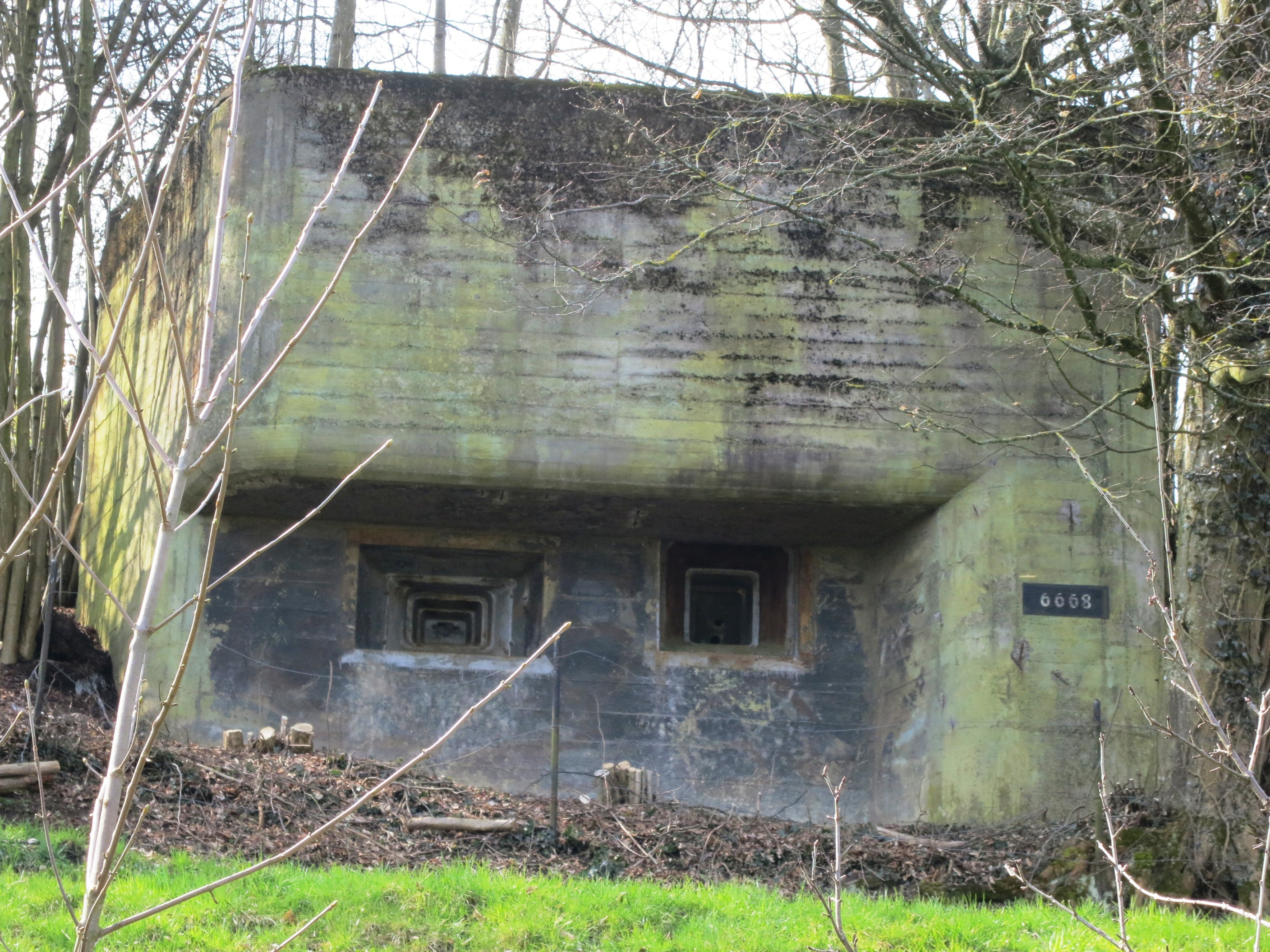
山區碉堡

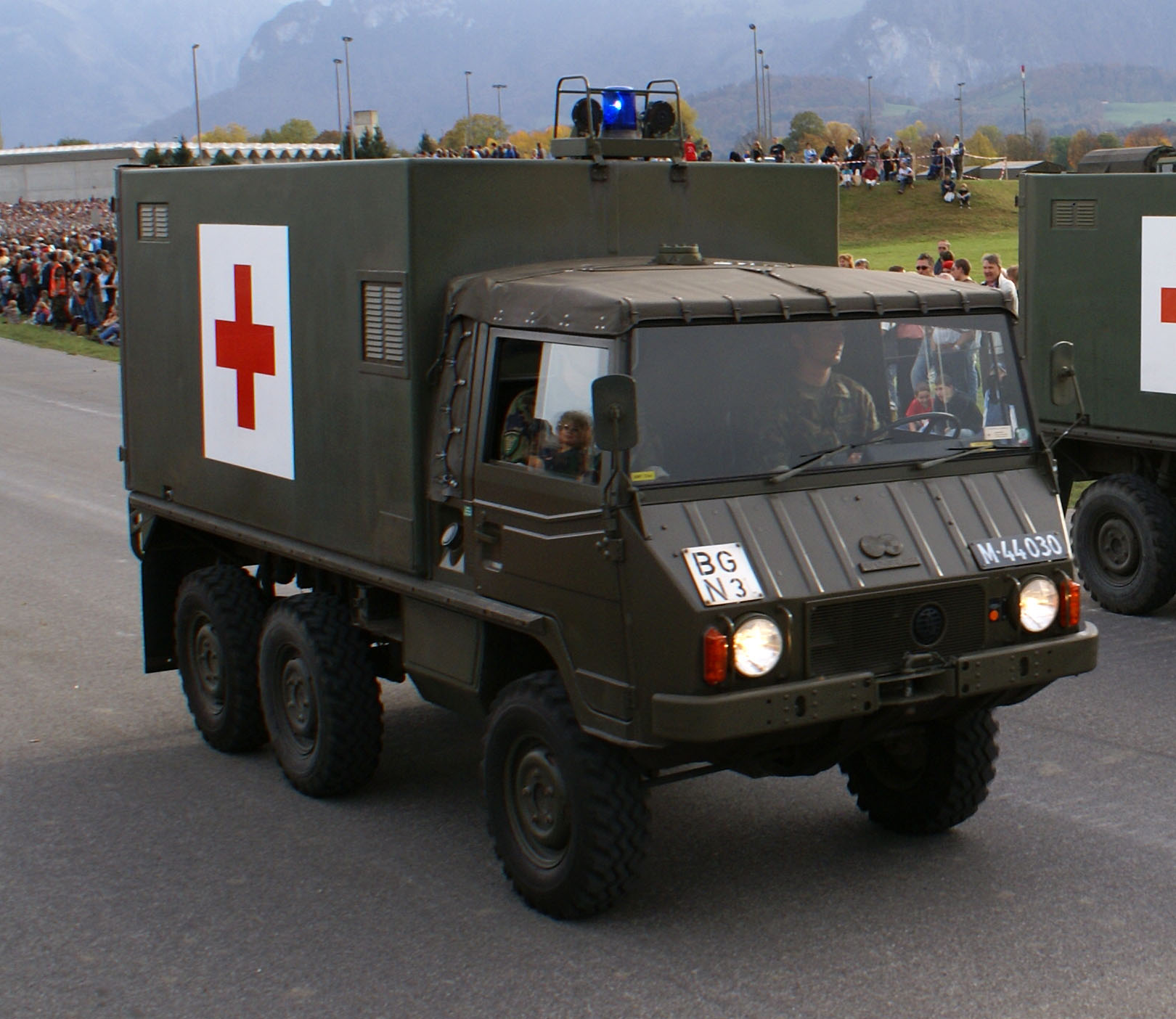
野戰醫療旅

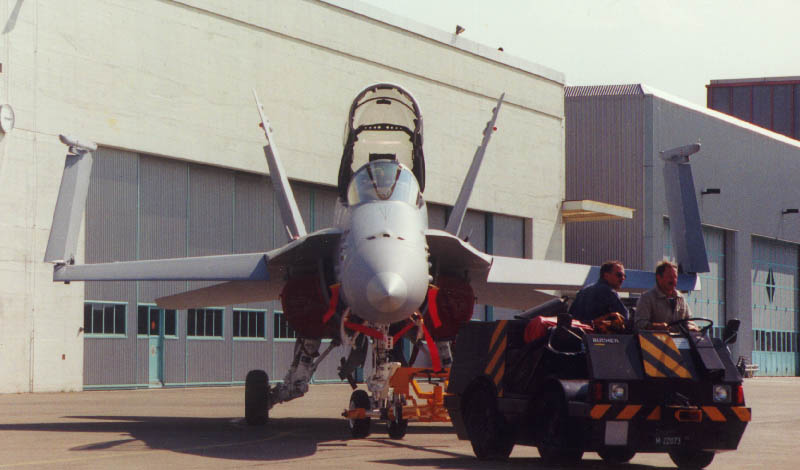
F-18

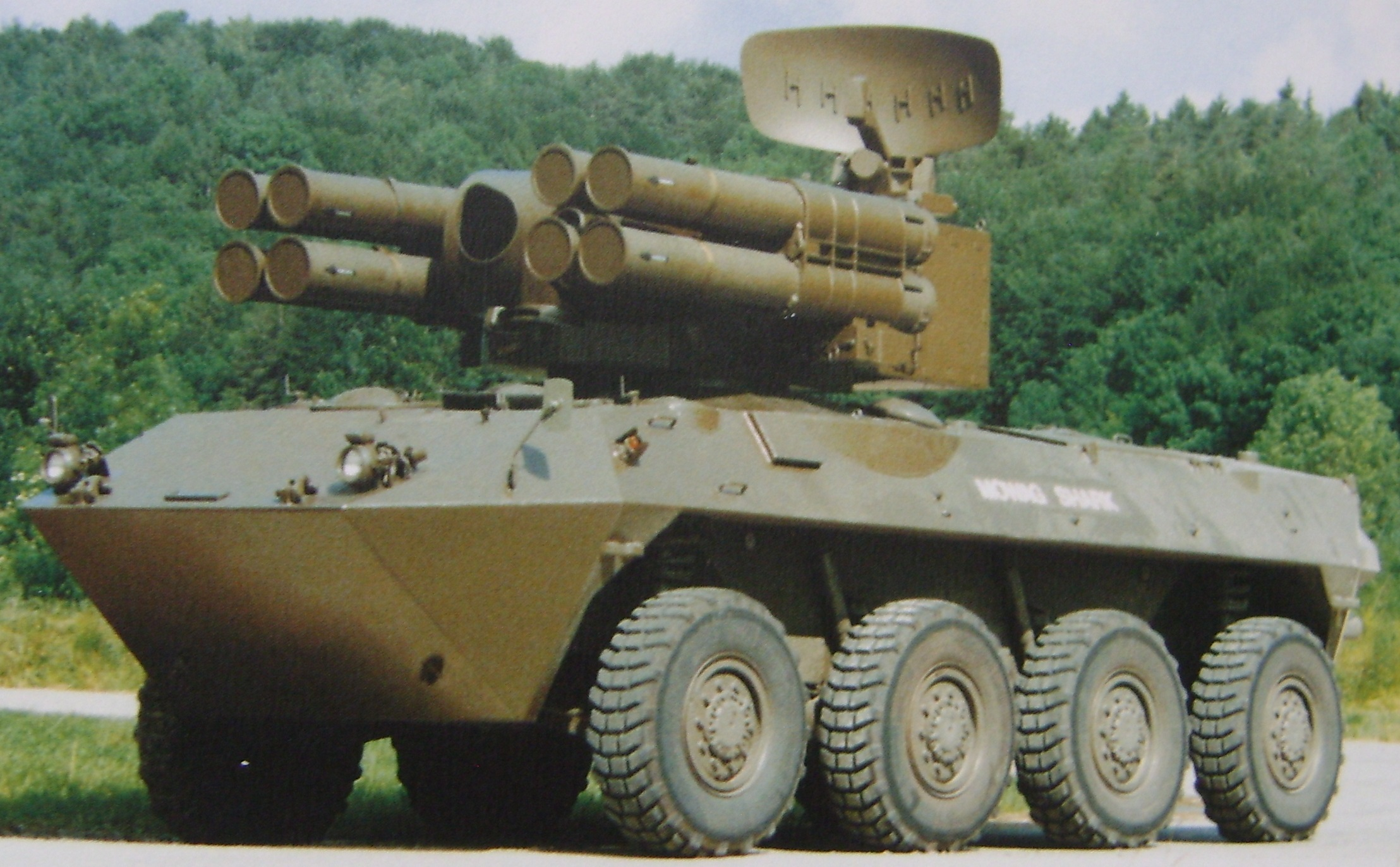
火鯊防空車

- 坦克：PZ-68／88型186輛、豹2型370輛；
- 步兵戰車：食人魚I食人魚II食人魚III步兵戰車 925輛 CV9030CH步兵戰車 186輛
- 裝甲偵察車：「鷹」Ⅱ型233輛。
- 裝甲輸送車：M113裝甲運兵車1,475輛
- 自走炮：155毫米558門。
- 火箭炮：60毫米和83毫米13484門。
- 迫擊炮：81毫米1469門、120毫米534門。
- 反坦克導彈：標槍飛彈(龍式飛彈)3012具、拖式飛彈自行型303具。
- 高射炮：20毫米630門。
- 地對空導彈：B／L-84型(「輕劍」)型56部、刺針飛彈型若干部。
- 直升機：「雲雀」Ⅲ型60架。
- 巡邏艇：「寶瓶座」級10艘。

## 空軍

### 基本作戰單位
空軍現役部隊9000人(戰時經48小時動員後可達3.02萬人)。作戰飛機154架。
- 編有1個航空兵旅；
- 1個機場旅
- 1個防空旅
- 1個通信旅
- 12個戰鬥機中隊
- 8個空中運輸中隊

### 主要裝備
- 戰鬥機：「虎」II／F-5E型89架、「虎」II／F-5F型12架、F/A-18C／D型33架。
- 偵察機：「幻象」ⅢRS2型16架、「幻影」ⅢDS型4架。
- 運輸機：PC-6型16架、「利爾傑特」36型1架、DO-27型2架、「獵鷹-50」型1架。
- 教練機：「隼」MK-66型19架、PC-7型38架、PC-9型12架。
- 直升機：AS-332M-1(「超級美洲豹」)型15架、SA-316(「雲雀」111)型10架。

## 部署
- 陸軍野戰部隊兵力主要部署在北部、東北部、中部和西部地區；
- 山地部隊全部部署在阿爾卑斯山地區；
- 4個國土防禦師全部沿北部、東北部和東南部邊境地區部署；
- 空軍部隊的航空兵旅和機場旅駐中部地區；
- 防空旅部署在重點保護目標、主要軍事設施和軍用機場附近地區。

共有軍事基地40處。

## 兵役制度
瑞士實行「全民皆兵」的普遍義務役民兵制。憲法規定，凡年滿20週歲至42週歲的男性公民必須服兵役。女性公民可志願服兵役。凡年滿19週歲的男性青年必須到就近徵兵處報名並體檢，合格者20週歲入伍。
新兵入伍第1年在所屬軍兵種新兵學校接受為期124天的軍事基礎訓練，此後9年內須回到部隊參加6次複訓，每次19天，總受訓時間為245天，士官的總受訓時間為460-680天，尉官為770-900天，校官為1050-1300天，將官視情況而定，一般高於1300天。役男也可以選擇於入伍時一次性將兵役服完。
各級軍官最高服役年限，將官為52歲（可根據需要服役至62歲）。校官為52歲，尉官為42歲（其中上尉可根據需要服役至52歲）。民兵軍人退出現役後自動轉為民防役。自1999年1月1日起，公民服民防役的年限由原來的52歲降為50歲。

## 組織

### 軍銜
分7等24級：
- (戰時才設)總司令1級(上將)
- 將官3級(中將、少將、准將)；
- 校官4級(大校、上校、中校、少校)；
- 尉官3級(上尉、中尉、少尉)；
- 高級士官7級(總准尉、一級准尉、二級准尉、三級准尉、總士官長、高級士官長、士官長)；
- 士官3級(上士、中士、下士)；
- 列兵3級(準下士、上等兵、二等兵/學兵)。

駐克羅地亞聯合國觀察團軍事觀察員1人；駐格魯吉亞聯合國觀察團軍事觀察員3人；駐中東聯合國停戰監督組織軍事觀察員9人；駐馬其頓聯合國預防性部署部隊軍事觀察員1人；駐韓國中立國監察委員會軍官5人；駐民主剛果聯合國觀察團軍事觀察員1人；駐波赫歐安組織履約民事行動非武裝志願「黃盔」部隊 50人；駐南斯拉夫科索沃和平協議執行部隊瑞土連130人。

## 外部連結
- Federal Department of Defence, Civil Protection and Sports — Official website
- Group for a Switzerland without an Army （页面存档备份，存于）
- Swiss Army bike
- Swiss camouflage patterns （页面存档备份，存于）
- Articles, books and media by Stephen P. Halbrook
- The Swiss Report （页面存档备份，存于）: A special study for Western Goals Foundation a private intelligence dissemination network active on the right-wing in the United States.
- （德文） Living history group representing the federal army of 1861 （页面存档备份，存于）